# 曾宪柒
曾宪柒（1954年10月—）中华人民共和国政治人物、外交官。2010年，接替马志学，担任中华人民共和国驻卢森堡大使。

## 简介
- 1979-1984年，任驻马里使馆科员、随员
- 1984-1988年，任外交部干部司随员、三秘
- 1988-1992年，任驻布隆迪使馆三秘、二秘
- 1992-1998年，任外交部干部司二秘、一秘
- 1998-2002年，任外交部干部司参赞、副司长
- 2002-2006年，任驻法国使馆公使銜參贊
- 2006-2007年，任外交部干部司参赞
- 2007-2010年，任驻布隆迪大使
- 2010年9月起，任驻卢森堡大使[2]